# Phillips Head
Phillips Head est un district de services locaux situé au centre l'Île de Terre-Neuve, dans la province de Terre-Neuve-et-Labrador, au Canada.

## Municipalités limitrophes